# Filosofia islâmica
A filosofia islâmica ou árabe faz parte dos chamados "estudos islâmicos". Os filósofos desse ramo buscam alcançar uma harmonia entre os ensinamentos religiosos do Islão e a razão. De um ponto de vista Ocidental, a filosofia islâmica teve o grande mérito de despertar a renovação filosófica da cultura medieval.
A palavra islã significa "submissão" incondicional à vontade de Alá (Deus). Seus seguidores, os muçulmanos, acreditam que sua fé foi revelada por Alá ao profeta Maomé, cujas palavras foram reunidas no livro sagrado do islamismo, o Alcorão.

## Idade Média
A produção de comentários sobre a filosofia grega se manteve, no Império Bizantino, durante séculos, o que garantiu a preservação de grande parte da obra de Aristóteles. De lá, a tradição aristotélica passou ao mundo árabe, onde floresceu mesclada ao neoplatonismo - retornando posteriormente à Europa.

### Avicena (980-1037)
Avicena (Bucara, 980 — Hamadã, 1037) foi um célebre filósofo e médico persa da Idade Média. Avicena foi o maior filósofo islâmico do período. Elaborou um vasto sistema filosófico, continuando a tradição aristotélico-platônica de Alquindi e Alfarábi - este último, o mais antigo e conhecido entre os filósofos islâmicos do século X.
Pressupondo a unidade da filosofia, Avicena procurou conciliar as doutrinas de Platão e Aristóteles. Utilizou-se das ideias aristotélicas para provar a existência de Deus, alegando que, Nele, existência e essência são iguais: Deus é igual à sua essência e fonte do ser de outras coisas.
Sua influência no Oriente não foi duradoura devido à oposição dos teólogos ortodoxos. No Ocidente, contudo, Avicena foi decisivo para a difusão do pensamento de Aristóteles nos séculos XII e XIII, tendo influenciado filósofos posteriores, como Duns Scotus, Alberto Magno e Tomás de Aquino, que nutriam grande admiração por ele.

### Averróis (1126-1198)
Averróis (Córdoba, 1126 — Marraquexe, 1198) foi um filósofo, médico e polímata muçulmano andalusino. Membro de uma família de juristas, estudou medicina e filosofia. É um dos maiores conhecedores e comentaristas de Aristóteles. Aliás, o próprio Aristóteles foi redescoberto na Europa graças aos árabes, e os comentários de Averróis muito contribuíram para a recepção do pensamento aristotélico. Averróis também se ocupou com astronomia e direito canônico muçulmano.
Sua filosofia é um misto de aristotelismo com algumas nuanças platônicas. A influência aristotélica se revela em sua ideia da existência do mundo de modo independente de Deus (ambos são coeternos) e de que também não existe providência divina. Já seu platonismo aparece em sua concepção de que a inteligência, fora dos seres, existe como unidade impessoal.

### Algazali (1058-1111)
Algazali nasceu num pequeno vilarejo ao arredor da cidade de Tus, no Irã oriental, no ano de 450 depois da Hégira. Filósofo islâmico, desenvolveu um precoce interesse pelo sufismo, a forma islâmica de misticismo religioso individual e organizado, e recebeu instrução particular sobre os métodos dos seus praticantes, os Sufis. Algazali viveu em retiro privado, trabalhando com frequência em empregos servis, escrevendo, passando tempo em contemplação e aprendendo mais ainda sobre uma vida de ascetismo e misticismo com vários sufis. Os seus escritos tiveram grande influência do aristotelismo.

### Xaabe Aldim Surauardi (1154-1191)
Xaabe Aldim Surauardi elaborou um pensamento decorrente da filosofia peripatética desenvolvida por ibne Sina (Avicena), a filosofia iluminacionista de Surauardi é crítica a diversas posições de ibne Sina e se afasta radicalmente dele na criação de uma linguagem simbólica (derivada principalmente da antiga cultura Iraniana ou Farhang-e Khosravani) para dar expressão a sua sabedoria (hikma). Surauardi ensinou uma profunda e complexa cosmologia emanacionista, na qual toda a criação é uma sucessiva efusão original da Suprema Luz das Luzes. O fundamento da sua filosofia é pura luz imaterial, onde nada é manifesto, e que se revela da Luz das Luzes numa ordem decrescente de intensidade cada vez menor, através de uma complexa interação, dando origem a um conjunto de luzes horizontais, similar ao conceito Platônico das formas, que governa a realidade mundana. Em outras palavras, o universo e todos os níveis da existência são graus diversificados de luz—luz e escuridão. Na sua divisão dos corpos, ele categoriza os objetos em termos da sua recepção ou não recepção da luz.

### Ibn Arabi (1165-1240)
Ibn Arabi foi um místico sufi, filósofo, poeta, viajante e sábio hispano-muçulmano do Alandalus. Das mais de 800 obras que lhe são atribuídas, 100 sobrevivem no manuscrito original. Após sua morte, os ensinos de Ibn Arabi rapidamente se espalharam pelo mundo islâmico devido à solidez de seus argumentos. Seus ensinamentos cosmológicos se tornaram a cosmovisão dominante em muitas partes do mundo islâmicos. Seus escritos não se limitavam às elites muçulmanas, mas chegavam aos níveis mais baixos da sociedade através do amplo alcance das ordens sufis. O trabalho de Arabi também se difundiu popularmente através das línguas poéticas no persa, turco e urdu. Muitos poetas populares foram treinados nas ordens sufis e foram inspirados pelos conceitos de Arabi. Os escritos de Ibn Arabi permaneceram desconhecidos ao mundo ocidental até os tempos modernos, até a divulgação acadêmica pelas obras de Henry Corbin, a partir de 1958, e Toshihiko Izutsu. Sua obra praticamente permanece em grande parte sem tradução nas línguas ocidentais - só a sua obra Futûhât contém 37 volumes em manuscritos, imprimidos em 4 tomos, num total de 15 mil páginas, e os acadêmicos estão comparando a originalidade de seus pensamentos, com paralelos aos de Eckhart, Cusa, Shankara, Zhuangzi e Dôgen, e descobrindo antecipações da física e filosofia moderna. O pesquisador William Chittick o considera o maior dos filósofos árabes em seu verbete na Stanford Encyclopedia of Philosophy. Ibn Arabi relata seu encontro com Averróis em sua juventude, mas ele buscou superar o racionalismo deste último, e seu misticismo e estilo poético sufi de características platônicas fez com que sua filosofia se diferenciasse da falsafa.

### Ibne Caldune (1332-1406)
Inevitavelmente marcado pelo seu tempo, Ibne Caldune foi um personagem profundamente trágico. Filho de uma família de Túnis, Abu Zaíde Abderramão ibne Maomé ibne Maomé ibne Abacar Maomé ibne Haçane ibne Caldune Alhadami nasceu em 1332. Em seu nome a palavra Alhadami é uma referência à região de Hadramaute, no Iêmen, local de onde seus antepassados vieram. Porém, os Banu Caldune (Casa de Caldune) só se tornou poderosa no Alandalus, local onde os ancestrais do autor de Os Prolegômenos eram conhecidos como homens do saber e da política sob os impérios omíadas, almorávidas e almôadas.
Portanto, a história da família e do próprio ibne Caldune é transnacional, próxima do poder e cultivadora do conhecimento. Desde a vida de seus ancestrais em Sevilha, em al-Andaluz, no litoral sul da Península Arábica, para onde eles migraram por volta da metade do século XI, vindos do Iêmen, onde faziam parte de uma tribo da região do Hadramaute, até a morte de ibne Caldune, no Cairo, então uma das maiores cidades do mundo, o que vemos é um clã muito próximo dos círculos do poder, sempre rodeado pelas novidades intelectuais e pelo apreço e o cuidado com a educação.
Foi nesse contexto que ibne Caldune produziu sua maior obra: Os Prolegômenos. Antes de completar 17 anos, a vida de ibne Caldune é tocada pela tragédia. Primeiro, os nômades árabes derrotam Alboácem em uma batalha em Cairuão, uma cidade muito estratégica por estar à mesma distância do mar e das montanhas – praticamente no centro do território onde atualmente fica a Tunísia. Depois, o povo de Túnis se rebelou contra Alboácem. É nesse momento, em abril de 1348, com a cidade em que o jovem Caldune vivia enfrentando uma sublevação popular que a peste negra chega.
Poucas semanas depois, a epidemia já havia feito milhares de mortos. ibne Caldune perdeu o pai, a mãe, amigos e muitos de seus professores para a doença. Órfão, ele viu a peste engolir dinastias, dizimar as autoridades então existentes, destruir cidades inteiras e obliterar estradas e rotas comerciais.
Depois, já adulto, vivendo na Cidade do Cairo, no Egito, ibne Caldune perdeu sua esposa e filhos para um naufrágio. Foi depois de mais essa tragédia que ele se dedicaria à finalização de Os Prolegêomenos. Nela, Caldune, igualmente a outros pensadores árabes, como Avicena, Averróis e Al-Fārābī, busca harmonizar seus textos e análises com a religião profética do islã. O pensamento Calduniano surge portanto da conciliação entre a análise silogística da realidade e a moldura que a religião de certa forma lhe impõe.

### Outros Filósofos Islâmicos medievais
- Alfarábi
- Alquindi
- Alhazen

### Filosófos do Portugal Islâmico
- Al-Kindí, filósofo do Algarve no século nono

- Al-Farabí, filósofo algarvio da primeira metade do século décimo

- Abu al-Walid al-Baji , filosófo e juriconsulto bejense do século XI

- IBN KASI, Abu 1-Kasim Ahmad b. Husayn, filósofo sufi de Silves do século XII

- AL-URYANI, Abu Yafar, natural de Loulé do século XII

- AL-MERTULI, Abu Ymran Musa. Poeta e filósofo sufi de Mértola

- Abu Abd Allah b. al-As al-Bayy, alfaqui de Beja, do século XII

- Abu Abd Allah b. Zayd al Yeburi, de Évora, do século XII

## Idade Moderna
A teosofia transcendente é a escola da filosofia islâmica fundada por Mula Sadra no século XVII. Sua filosofia e ontologia são consideradas tão importantes para a filosofia islâmica quanto a filosofia de Martin Heidegger mais tarde foi para a filosofia ocidental no século XX. Mulla Sadra trouxe "uma nova visão filosófica ao lidar com a natureza da realidade" e criou "uma importante transição do essencialismo para o existencialismo" na filosofia islâmica, vários séculos antes que isso ocorresse na filosofia ocidental.

## Idade Contemporânea
- Henry Corbin
- Seyyed Hossein Nasr
- Nasr Hamid Abu Zayd
- René Guénon
- Frithjof Schuon